# Karl Adam (teòleg)
Karl Adam (Pursruck, 22 d'octubre de 1876 - Tübingen, 1 d'abril de 1966) fou un teòleg catòlic alemany.
Fou ordenat presbiter l'any 1900. Desenvolupà la seva tasca pastoral a diferents parròquies, abans de ser nomenat professor de Moral a la Universitat d'Estrasburg. Se'l coneix, però, per la seva tasca docent com a professor de Dogmàtica a la Universitat de Tübingen, activitat que desenvolupà entre 1919 i 1949.
Va tenir gran influència en la renovació teològica i espiritual del catolicisme anterior a la celebració del Concili Vaticà II. Juntament amb una sèrie de grans noms teòlegs europeus, com per l'exemple l'italià Romano Guardini, o Henri de Lubac a França, Adam tractà de presentar amb tota la profunditat possible totes les vessants de l'actualitat del catolicisme.

## Obres
- Adam, Karl. Cristo nuestro hermano (en castellà). 2ª ed., aumentada.  Barcelona: Herder, 1954. OCLC 803795260.
- Adam, Karl. Jesucristo (en castellà).  Barcelona: Herder, 1957. OCLC 804748084.
- Adam, Karl. El Cristo de nuestra fe (en castellà). Traducció: Daniel Ruiz Bueno.  Barcelona: Herder, 1958. OCLC 804825771.
- Adam, Karl. La esencia del catolicismo (en castellà). 2ª ed. cuidadosamente revisada.  Barcelona: Editorial Litúrgica Española, 1962 (Ad fontes. Biblioteca de cultura católica). OCLC 1043407753.